# La Verne/Fairplex (métro de Los Angeles)
 (2025).
La Verne/Fairplex est une future station de métro américaine à La Verne, dans le comté de Los Angeles, en Californie. Située sur la ligne A du métro de Los Angeles entre San Dimas et Pomona North, elle doit ouvrir le 19 septembre 2025.